# هنري رينو
هنري رينو (بالفرنسية: Henri Renaud)‏ هو عازف جاز وعازف بيانو فرنسي، ولد في 20 أبريل 1925 في Canton of Buzançais ‏ في فرنسا، وتوفي في 16 أكتوبر 2002 في باريس في فرنسا.

## وصلات خارجية
- هنري رينو على موقع IMDb (الإنجليزية)
- هنري رينو على موقع ميوزك برينز (الإنجليزية)
- هنري رينو على موقع أول ميوزيك (الإنجليزية)
- هنري رينو على موقع ديسكوغز (الإنجليزية)